# Rhinella rumbolli
Rhinella rumbolli és una espècie de gripau de la família dels bufònids. Viu a altituds d'entre 550 i 1.700 msnm a l'Argentina i Bolívia. El seu hàbitat natural són els boscos perennifolis i rius de muntanya. Està amenaçat per la tala d'arbres, la introducció de peixos depredadors, l'alteració dels règims hidrològics i la infecció dels seus ous per patògens de la família de les saprolegniàcies.